# سوهي التالية
سوهي التالية (بالكورية: 다음 소희) فيلم دراما كوري جنوبي من اخراج وسيناريو جولي جونغ. وبطولة باي دونا وكيم سيون. تدور أحداث الفيلم حول طالبة ثانوية أثناء عملها في وظيفة تدريبية ومحققة تكتشف حقائق قاسية تتعلق بمعاناتها، الفيلم مستوحى من قصة حقيقية حدثت في كوريا الجنوبية.

## القصة
تضطّر الطالبة سوهي، الممتلئة بالحياة والإصرار، للتدرّب مهنيَّا في مركز استقبال المكالمات لإتمام متطلبات الجامعية، وفيما تحاول إنهاء فترة التدريب بسلام ترهقها ضغوط ومتطلبّات بيئة العمل بداخل الشركة الجشعة التي تعمل بها، لتقودها الظروف إلى نهايةٍ مأساويّة، تفتح الباب لقضيّة تتولاها المحققة أوه يو جين، تسعى من خلالها لكشف الجريمة التي تستغل الآلاف ضمن منظومة اقتصادية فاسدة.

## الممثلون
- كيم سيون، بدور الطالبة سوهي.
- باي دونا، بدور المحققة أوه يوجين.
- سيم هي سيوب، بدور لي جون هو.
- بارك وو يونغ، بدور دونغ هو.
- يو جونغ، بدور مدير قسم بمركز الاتصال.
- تشوي هي جين، بدور لي بو رام.
- جونغ هو رين، في دور جون هي.
- كيم وو كيوم
- سونغ يو-سيب

## الانتاج
في نهاية عام 2016، شاهدت المخرجة جولي جونغ قصة فتاة في المدرسة الثانوية أرسلتها مدرستها للعمل كمتدربة في مركز الاتصال التابع لشركة اتصالات لاكتساب خبرة عمل حقيقية. لكنها انتحرت في غضون ثلاثة أشهر أثناء عملها. وأظهر التحقيق أن الفتاة عانت من ظروف عمل مرهقة في مركز الاتصال. أصبحت هذه القصة أساس فيلمها الذي يحمل عنوان "سوهي التالية".
سوهي التالية، هو فيلم جولي الثاني، بعد فيلم الدراما البوليسية لعام 2014 فتاة على بابي، ولعبت دور البطولة أيضًا باي دونا، وشارك في مهرجان كان السينمائي.
بدأ التصوير الرئيسي في 16 كانون الثاني/يناير 2022، وانتهى التصوير في 28 شباط/فبراير 2022.

## الجوائز والترشيحات
| قائمة الجوائز والترشيحات | قائمة الجوائز والترشيحات         | قائمة الجوائز والترشيحات                       | قائمة الجوائز والترشيحات | قائمة الجوائز والترشيحات | قائمة الجوائز والترشيحات |
| السنة                    | الجائزة                          | الفئة                                          | المستلم                  | النتيجة                  | م.                       |
| ------------------------ | -------------------------------- | ---------------------------------------------- | ------------------------ | ------------------------ | ------------------------ |
| 2022                     | مهرجان الخيال السينمائي الدولي   | جائزة شيفال نوار لأفضل مخرج                    | جونغ جو ري               | فوز                      | [ 10 ] [ 11 ]            |
| 2022                     | مهرجان الخيال السينمائي الدولي   | جائزة أفضل فيلم آسيوي فضية (فئة جائزة الجمهور) | سوهي التالية             | فوز                      | [ 10 ] [ 11 ]            |
| 2022                     | طوكيو فليمكس                     | جائزة لجنة التحكيم الخاصة                      | سوهي التالية             | فوز                      | [ 12 ]                   |
| 2022                     | مهرجان أميان السينمائي الدولي    | جائزة الجمهور                                  | سوهي التالية             | فوز                      | [ 13 ]                   |
| 2022                     | مهرجان أميان السينمائي الدولي    | جائزة الفيلم الروائي                           | سوهي التالية             | فوز                      | [ 13 ]                   |
| 2022                     | مهرجان أميان السينمائي الدولي    | جائزة UPJV (جامعة بيكاردي جول فيرن)            | سوهي التالية             | فوز                      | [ 13 ]                   |
| 2023                     | مهرجان بينغياو السينمائي         | جائزة روبرتو روسيليني لأفضل فيلم               | سوهي التالية             | فوز                      | [ 14 ]                   |
| 2023                     | جوائز بايكسانغ للفنون            | أفضل فيلم                                      | سوهي التالية             | رُشِّح                      | [ 15 ]                   |
| 2023                     | جوائز بايكسانغ للفنون            | أفضل مخرج                                      | جولي جونغ                | رُشِّح                      | [ 15 ]                   |
| 2023                     | جوائز بايكسانغ للفنون            | أفضل ممثلة                                     | باي دونا                 | رُشِّح                      | [ 15 ]                   |
| 2023                     | جوائز بايكسانغ للفنون            | جائزة غوتشي للتأثير                            | سوهي التالية             | فوز                      | [ 15 ]                   |
| 2023                     | جوائز بايكسانغ للفنون            | أفضل ممثلة جديدة                               | كيم سيون                 | فوز                      | [ 15 ]                   |
| 2023                     | جوائز بايكسانغ للفنون            | أفضل سيناريو                                   | سوهي التالية             | فوز                      | [ 15 ]                   |
| 2023                     | جوائز جمعية نقاد السينما الكورية | أفضل فيلم                                      | سوهي التالية             | فوز                      | [ 16 ]                   |
| 2023                     | جوائز جمعية نقاد السينما الكورية | أفضل ممثلة صاعدة                               | كيم سيون                 | فوز                      | [ 16 ]                   |
| 2023                     | جوائز الناقوس الكبرى             | أفضل فيلم                                      | سوهي التالية             | رُشِّح                      | [ 17 ]                   |
| 2023                     | جوائز الناقوس الكبرى             | أفضل مخرج                                      | جولي جونغ                | رُشِّح                      | [ 17 ]                   |
| 2023                     | جوائز الناقوس الكبرى             | أفضل ممثلة                                     | باي دونا                 | رُشِّح                      | [ 17 ]                   |
| 2023                     | جوائز الناقوس الكبرى             | أفضل سيناريو                                   | سوهي التالية             | رُشِّح                      | [ 17 ]                   |
| 2023                     | جوائز الناقوس الكبرى             | أفضل ممثلة جديدة                               | كيم سيون                 | فوز                      | [ 18 ]                   |
| 2023                     | جوائز أفلام التنين الأزرق        | أفضل فيلم                                      | سوهي التالية             | رُشِّح                      | [ 19 ]                   |
| 2023                     | جوائز أفلام التنين الأزرق        | أفضل مخرج                                      | جونغ جو ري               | رُشِّح                      | [ 19 ]                   |
| 2023                     | جوائز أفلام التنين الأزرق        | أفضل ممثلة جديدة                               | كيم سي يون               | رُشِّح                      | [ 19 ]                   |
| 2023                     | جوائز أفلام التنين الأزرق        | أفضل سيناريو                                   | جونغ جو ري               | فوز                      | [ 20 ]                   |

## روابط خارجية
- سوهي التالية على موقع IMDb (الإنجليزية)
- سوهي التالية على موقع روتن توميتوز (الإنجليزية)
- سوهي التالية على موقع ألو سيني (الفرنسية)
- سوهي التالية على موقع فيلمافينيتي (الإسبانية)
- سوهي التالية على موقع قاعدة بيانات الفيلم (الإنجليزية)
- سوهي التالية على موقع ليتربوكسد (الإنجليزية)